# La CIA y el 11-S
La CIA y 11 de septiembre (Nombre original, en alemán, Die CIA und der 11. September) es un controvertido libro escrito en 2003 por Andreas von Bülow, exsecretario de Estado en el Ministerio Federal de Defensa y miembro del parlamento alemán por el SPD desde 1969 hasta 1994. El libro ha tenido un éxito comercial considerable en Alemania, donde fue publicada por Piper Verlag, y ha vendido más de cien mil copias. Sin embargo, se ha enfrentado a acusaciones que van desde lo absurdo, fomentar el antiamericanismo hasta el antisemitismo (por sus tesis de la participación del Mossad en los atentados), mientras que la calidad de su fuentes y el momento de su publicación han dado lugar a un debate dentro de la industria editorial alemana. En apariciones en los medios siguientes, Bülow ha defendido su trabajo, negando tajantemente que su contenido sea antisemita ya que se debe diferenciar las acciones del Estado de Israel con las críticas a su religión, inexistentes en el libro.

## Contenido del libro
El libro sugiere que los atentados del 11 de septiembre de 2001 fueron autoinfligidos: una operación encubierta dirigida a influir en la opinión nacional y para persuadir a los estadounidenses a apoyar a las invasiones de Afganistán y de Irak, bases del Proyecto para el Nuevo Siglo Estadounidense en el que el lobby sionista estadounidense tiene gran injerencia. Está escrito en un estilo especulativo, cargado de términos como "podría", "podría", "tal vez" y "si", y no acusa directamente la Agencia Central de Inteligencia de la responsabilidad directa de los atentados. Lo que hace, sin embargo, es tratar de demoler la historia oficial de los ataques del 11-S, y si bien no se acumula una relación sustantiva que la reemplace, insinúa y sugiere posibilidades. Por ejemplo, aunque se argumenta que este tipo de ataques tan bien organizados sólo pudieron ocurrir con "el apoyo de las agencias de inteligencia", los detalles exactos de que apoyo específico requirieron, lo deja sin especificar. El libro sugiere que ningún avión se estrelló contra el Pentágono o en Pensilvania el 11-S, y que las supuestas llamadas de teléfono móvil en vuelo 93 Estados que no eran reales.La tecnología para efectuar llamadas celulares desde aviones en vuelo fue creada recién en 2004 por Qualcomm y American Airlines
Afirma que la teoría de los secuestradores árabes fue creada por la CIA, y que los árabes ni siquiera eran conscientes de que los aviones iban a estrellar. Siete de los presuntos secuestradores de acuerdo al libro se encontrarían sanos y salvos después de los ataques. El libro explora la posibilidad de que los diferentes aviones podría haber sido pilotados por control remoto.(Tecnología de terminación de vuelo disponible para aviones Boeing 757 y 767, producidos por la compañía de Dov Zakheim).
Cita observaciones en apoyo de la Teoría de la demolición controlada del World Trade Center. Von Bülow no cree que Osama bin Laden y al-Qaeda sean los responsables de los ataques del 11-S.

## Publicación
El libro causó una tormenta en la Feria del Libro de Fráncfort (2003), junto con otros libros alemanes sobre la "historia real" detrás de los ataques del 11-S. Esto fue iniciado tras el éxito de Thierry Meyssan con su libro La gran impostura en Francia. Otros libros de gran venta en esa feria incluyeron el de Mathias Bröckers, Conspiracies, Conspiracy Theories and the Secrets of September 11th y el de Gerhard Wisnewski, Operation 9/11 (ISBN 3-426-77671-5), pero La CIA y el 11-S fue el más popular.

### Tiraje y ventas
El libro de 271 páginas ha tenido una gran tirada en Alemania, con más de cien mil ejemplares vendidos, y se convirtió en un número tres de la lista de best-seller en la categoría no ficción en el Der Spiegel.

### Editor
Piper Verlag es considerado un editor de confianza a nivel global. El editor de Piper Verlag, Klaus Stadler, sostuvo en una entrevista con Deutsche Welle que:

Nos dijimos que íbamos a tomar este libro muy en serio, pero no nos sentimos obligados a comprobar de forma independiente cada detalle... Y mi propia posición personal es que el Sr. von Bülow plantea una serie de preguntas muy interesantes e importantes. Las respuestas a estas preguntas deben ser evaluadas por los lectores responsables, que deben tomar tiempo para considerarlas. No queremos a patrocinar personas.
Klaus Stadler. editor

Sin embargo, Deutsche Welle encontró otros observadores de la industria, que acreditan a un mercado editorial alemán cada vez más competitivo que persuade a las empresas a asumir los libros que antes no habrían aceptado. Un representante de la librería Börsenblatt sugirió también que en el pasado, las empresas, al menos, esperaron mucho más tiempo antes de lanzar un libro tan sensible.
El lanzamiento coincidió con el escepticismo generalizado entre el público alemán sobre la honestidad y la motivación de la administración de George W. Bush, en la medida en que una encuesta Forsa publicada en Die Zeit en julio de 2003 encontró que el diecinueve por ciento de los alemanes (ascendente a treinta y uno por ciento de los menores de 30 años) creían que elementos dentro del gobierno de los Estados Unidos estaban detrás de los ataques del 11-S. Esto proporcionó un terreno fértil para teorías acerca de la CIA y 11 de septiembre, por lo que se vendió masivamente: von Bülow eclipsó las ventas de los escritores que se aferraban a una interpretación "convencional "de los ataques del 11-S, como el experto en inteligencia Oliver Schrom.

## Reacciones frente a su publicación

### Acusaciones de antiamericanismo
El trabajo ha sido descrito como que apoya o fomenta el antiamericanismo. Sin embargo, en una entrevista con The Daily Telegraph, von Bülow negó que su libro estuviera contribuyendo al sentimiento antiestadounidense en Alemania:

No soy en absoluto anti-estadounidense ... Sólo soy parte de un movimiento creciente en contra de Bush y su política de política de ajedrez. Lo siento por aquellos que están siendo tragados por sus ideas.
Andreas Von Bulow 

### Acusaciones respecto a la calidad de sus datos
El libro también ha sido atacado por la calidad de su periodismo y la investigación. El autor admitió que gran parte del material procedía de la Internet y aduce que era para que el Gobierno de Estados Unidos refutara sus teorías y no que él las probara. Esto provocó ira entre los autores que utilizan métodos periodísticos más convencionales:

"Una línea en la arena se produce cuando los medios respetables y editores empiezan a servirse de la ficción como verdad"
Oliver Schrom  .

La CIA y 11 de septiembre fue uno de los temas de un artículo de portada de Der Spiegel en septiembre de 2003, junto con el documental de TV de Gerhard Wisnewski Aktenzeichen 11.9. ungelöst y los libros Conspiraciones, teorías de la conspiración y los secretos de 11 de septiembre (Brockers) y la Operación 11-S (Wisnewski).
El artículo, titulado "Panoplia del Absurdo", critica fuertemente la dependencia de von Bülow en la investigación en Internet, en particular, que había utilizado historias archivadas pero inexactas que habían sido escritas en la confusión de las consecuencias inmediatas de los ataques y luego bajadas de Internet.
Un ejemplo de esto es la afirmación de que al menos seis de los presuntos secuestradores de los ataques reaparecieron vivos, el reclamo de los llamados "secuestradores zombies". Der Spiegel ofrece una explicación para esta aparente misterio: La BBC utiliza como una fuente del Arab News, un periódico de idioma inglés de Arabia Saudita, que a su vez había compilado informes de otros periódicos árabes, acerca de personas que, obviamente, no tenían nada que ver con los ataques, pero que compartían los mismos nombres de algunos de los presuntos secuestradores. No hay fotografías de los presuntos secuestradores que fueron puestos en libertad en esos momentos, por lo tanto se produjeron unos pocos casos de identidad equivocada. En un caso, un hombre con el nombre de Said al-Ghamdi había dado una entrevista al periódico Asharq Al-Awsat en Túnez, indignado de que había sido identificado por CNN como uno de los secuestradores. CNN difundió su fotografía después de hacer la investigación por su cuenta y encontrar un saudí que había recibido entrenamiento de vuelo en los Estados Unidos", dijo Al-Ghamdi". CNN había encontrado al sospechoso equivocado, que sólo se hizo evidente una vez que el FBI lanzó oficialmente las fotografías de los presuntos secuestradores.
El artículo del Spiegel acusa a von Bülow de aceptar sin el debido escrutinio cualquier fragmento o leyenda urbana que se ajustara a sus sospechas de juego sucio, y lo describe como un "soñador". Sin embargo, en su análisis del libro de von Bülow y la respuesta a él en Alemania, Stefan Theil ha sostenido que Der Spiegel es, en sí, conocido por publicar teorías especulativas o cómplices, y sugiere que el artículo sorprendentemente vigoroso tuvo motivaciones más profundas que meros sentimientos elevados sobre la calidad periodística. Se especula que el hecho de que los alemanes que decían creer que George W. Bush planeó el 11-S fueron dispersadas en las calles como señal de que simplemente lo consideran literatura teórica de la conspiración sino como " entretenimiento político ". A medida que progresaban las dificultades estadounidenses en Irak, la intensificación y la posibilidad de que Europa se viera arrastrada, políticos y periodistas por igual se ven obligados a dar la espalda al escapismo de los complots ofertados.

### Acusaciones de antisemitismo
Der Spiegel revisó varias reclamaciones en una entrevista con el autor. Una de las afirmaciones en el libro es que sólo un ciudadano israelí murió en el ataque al WTC (de acuerdo a lo informado por el New York Times el 22 de septiembre de 2001, pero el Consulado israelí más tarde afirmó que siete israelíes estaban entre los muertos en el World Trade Center. Otra de las afirmaciones es que existen "una serie de indicaciones" e "que apuntan a algún tipo de conexión entre el Mossad israelí y los autores del 9/11." Sin embargo, al ser entrevistado acerca de la afirmación de que 4.000 empleados judíos no asistieron a su trabajo en el World Trade Center el día de los ataques por parte de la revista, evitó declaraciones concretas (No sabían pero tenían una idea"), una aproximación que la revista describe como "complicada". Llega a la conclusión de que sus acusaciones no eran más que "susurros en la oscuridad", alimentados por mitos conspirativos que circulan por Internet.
Menciones de la teoría de que los judíos se mantuvieron lejos de las Torres Gemelas el 11-S, y la idea de la participación o conocimiento previo de los ataques, por parte del Mossad son las tesis del lobby sionista acerca de que el libro alimenta el "un nuevo antisemitismo ". Un informe del Comité Judío Americano acusó al libro, junto con otra llamada literatura conspirativa acerca del 11-S de 2003, de perpetuar mitos y estereotipos que indican a los judíos como criminales y cómplices. [ 9 ] La Liga Anti-Difamación ha encontrado evidencia de ser Bülow ha sido citado por publicaciones antisemitas y sitios web interesados en vincular al Mossad a los ataques del 11-S y lo han presentado como evidencia de que Von Bulow presenta infundios antisemitas.
En una importante entrevista en la televisión "Menschen bei Maischberger", ARD, emitida en 9 de septiembre de 2003, Andreas von Bülow dijo que era un "Medienmasche" (idioma alemán estafa mediática) acusarlo de antisemitismo. Él negó que él haya dicho o creído acerca de que "los judíos" fuesen advertidos acerca de los ataques (una leyenda urbana). Aseveró que tales afirmaciones eran tonterías. Confirmó, sin embargo, que en su opinión, una serie de indicaciones que existen apuntan a algún tipo de conexión entre el Mossad israelí con el acto terrorista y los autores del 9/11.

### Desarrollos relacionados
- Operaciones de bandera falsa
- Operación Northwoods

### Artículos similares
- General Leonid Ivashov
- The New Pearl Harbor
- La gran impostura
- Fahrenheit 9/11
- Loose change